# Groot-Brittannië op de Olympische Winterspelen 1984
Tijdens de Olympische Winterspelen van 1984, die in Sarajevo (Joegoslavië) werden gehouden, nam Groot-Brittannië voor de veertiende keer deel.

## Medailleoverzicht
| Sport       | Olympiër                       | Discipline | Medaille |
| ----------- | ------------------------------ | ---------- | -------- |
| Kunstrijden | Jayne Torvill Christopher Dean | ijsdansen  | Goud     |

## Deelnemers en resultaten

### Alpineskiën
| Olympiër         | Discipline       | Resultaat | Prestatie                        |
| ---------------- | ---------------- | --------- | -------------------------------- |
| Graham Bell      | afdaling (m)     | 32e       | 1.50,06 (+4,47)                  |
| Martin Bell      | afdaling (m)     | 18e       | 1.48,00 (+2,41)                  |
| Martin Bell      | reuzenslalom (m) | 32e       | 2.56,50 (+15,32) 1.28,42+1.28,08 |
| Frederick Burton | afdaling (m)     | 37e       | 1.51,15 (+5,56)                  |
| Frederick Burton | reuzenslalom (m) | 39e       | 3.00,55 (+19,37) 1.30,32+1.30,23 |
| David Mercer     | reuzenslalom (m) | 33e       | 2.56,64 (+15,46) 1.27,81+1.28,83 |
| David Mercer     | slalom (m)       | dnf-1     | opgave run 1                     |
| Connor O'Brien   | afdaling (m)     | 33e       | 1.50,36 (+4,77)                  |
| Nicholas Wilson  | reuzenslalom (m) | 38e       | 2.59,49 (+18,31) 1.29,26+1.30,23 |
| Nicholas Wilson  | slalom (m)       | 16e       | 1.52,08 (+12,67) 57,33+54,75     |
|                  |                  |           |                                  |
| Lesley Beck      | slalom (v)       | dnf-1     | opgave run 1                     |
| Clare Booth      | afdaling (v)     | dnf       | opgave                           |

### Biatlon
| Olympiër                                               | Discipline             | Resultaat | Prestatie                                                                                       |
| ------------------------------------------------------ | ---------------------- | --------- | ----------------------------------------------------------------------------------------------- |
| Graeme Ferguson                                        | 10 km (m)              | 44e       | 35.37,3 (+4.43,5) pen.: 4 (2 / 2)                                                               |
| Trevor King                                            | 10 km (m)              | 51e       | 36.34,4 (+5.40,6) pen.: 5 (2 / 3)                                                               |
| Charles MacIvor                                        | 20 km (m)              | 37e       | 1:23.37,5 (+11.44,8) pen.: 7 (2 / 2 / 2 / 1)                                                    |
| Anthony McLeod                                         | 20 km (m)              | 44e       | 1:25.34,5 (+13.41,8) pen.: 8 (4 / 1 / 0 / 3)                                                    |
| Jim Wood                                               | 10 km (m)              | 26e       | 33.40,2 (+2.46,4) pen.: 2 (1 / 1)                                                               |
| Jim Wood                                               | 20 km (m)              | 14e       | 1:18.55,8 (+7.03,1) pen.: 4 (0 / 1 / 1 / 2)                                                     |
| Jim Wood Patrick Howdle Anthony McLeod Charles MacIvor | 4x7,5 km estafette (m) | 12e       | 1:46.17,20 (+7.25,5) pen.: 0-13 (0-1 / 0-3 / 0-4 / 0-5) (27.11,6 / 26.20,1 / 26.11,1 / 26.34,4) |

### Bobsleeën
| Olympiër                                               | Discipline                        | Resultaat | Prestatie                                       |
| ------------------------------------------------------ | --------------------------------- | --------- | ----------------------------------------------- |
| Tom De La Hunty Peter Lund                             | 2-mansbob (m) Groot-Brittannië I  | 21e       | 3.33,13 (+7,57) (53,17 / 53,34 / 53,53 / 53,09) |
| Malcolm Lloyd Peter Brugnani                           | 2-mansbob (m) Groot-Brittannië II | 10e       | 3.30,36 (+4,80) (52,80 / 52,73 / 52,26 / 52,57) |
| Michael Pugh Tony Wallington Corrie Brown Mark Tout    | 4-mansbob (m) Groot-Brittannië I  | 20e       | 3.26,93 (+6,71) (51,52 / 51,84 / 51,68 / 51,89) |
| Malcolm Lloyd Howard Smith Gus McKenzie Peter Brugnani | 4-mansbob (m) Groot-Brittannië II | 15e       | 3.25,34 (+5,12) (51,15 / 51,11 / 51,44 / 51,64) |

### Kunstrijden
| Olympiër                        | Discipline | Resultaat | Prestatie                                                        |
| ------------------------------- | ---------- | --------- | ---------------------------------------------------------------- |
| Paul Robinson                   | mannen     | 22e       | 42,6 punten (verpl. figuren: 21 - korte kür: 20 - lange kür: 22) |
| Susan Jackson                   | vrouwen    | 17e       | 33,2 punten (verpl. figuren: 19 - korte kür: 17 - lange kür: 15) |
| Susy Garland Ian Jenkins        | paarrijden | 14e       | 18,8 punten (korte kür: 12 - lange kür: 14)                      |
| Jayne Torvill Christopher Dean  | ijsdansen  | Goud      | 2,0 punten (verpl. dans: 1 - org. dans: 1 - vrije dans: 1)       |
| Karen Barber Nicky Slater       | ijsdansen  | 6e        | 11,4 punten (verpl. dans: 5 - org. dans: 6 - vrije dans: 6)      |
| Wendy Sessions Stephen Williams | ijsdansen  | 11e       | 22,6 punten (verpl. dans: 12 - org. dans: 11 - vrije dans: 11)   |

### Langlaufen
| Olympiër                                              | Discipline            | Resultaat | Prestatie                                                    |
| ----------------------------------------------------- | --------------------- | --------- | ------------------------------------------------------------ |
| Stephen Daglish                                       | 30 km (m)             | 58e       | 1:44.04,3 (+15.08,0)                                         |
| Mike Dixon                                            | 15 km (m)             | 60e       | 48.18,6 (+6.53,0)                                            |
| Mark Moore                                            | 15 km (m)             | 58e       | 47.03,2 (+5.37,6)                                            |
| Mark Moore                                            | 30 km (m)             | 50e       | 1:40.22,2 (+11.25,9)                                         |
| Mark Moore                                            | 50 km (m)             | 44e       | 2:36.32,8 (+20.37,0)                                         |
| Andrew Rawlin                                         | 30 km (m)             | 52e       | 1:41.33,9 (+12.37,6)                                         |
| John Spotswood                                        | 15 km (m)             | 57e       | 46.53,7 (+5.28,1)                                            |
| John Spotswood                                        | 30 km (m)             | 54e       | 1:42.23,3 (+13.27,0)                                         |
| John Spotswood                                        | 50 km (m)             | 45e       | 2:38.03,2 (+22.07,4)                                         |
| Martin Watkins                                        | 15 km (m)             | 63e       | 49.08,7 (+7.43,1)                                            |
| Mark Moore Andrew Rawlin Mike Dixon John Spotswood    | 4x10 km estafette (m) | 14e       | 2:10.09,9 (+15.03,6) (32.31,8 / 32.19,3 / 33.17,5 / 32.01,3) |
|                                                       |                       |           |                                                              |
| Carolina Brittan                                      | 5 km (v)              | 50e       | 21.44,3 (+4.40,3)                                            |
| Ros Coates                                            | 5 km (v)              | 44e       | 20.16,7 (+3.12,7)                                            |
| Ros Coates                                            | 10 km (v)             | 45e       | 38.12,2 (+6.28,0)                                            |
| Ros Coates                                            | 20 km (v)             | 36e       | 1:11.24,1 (+9.39,1)                                          |
| Lauren Jeffrey                                        | 10 km (v)             | 48e       | 40.11,2 (+8.27,0)                                            |
| Nicola Lavery                                         | 5 km (v)              | 47e       | 21.08,5 (+4.04,5)                                            |
| Nicola Lavery                                         | 10 km (v)             | 46e       | 39.05,2 (+7.21,0)                                            |
| Nicola Lavery                                         | 20 km (v)             | 39e       | 1:16.24,0 (+14.39,0)                                         |
| Doris Trueman                                         | 5 km (v)              | 46e       | 21.05,6 (+4.01,6)                                            |
| Doris Trueman                                         | 10 km (v)             | 47e       | 39.28,4 (+7.44,2)                                            |
| Lauren Jeffrey Nicola Lavery Doris Trueman Ros Coates | 4x5 km estafette (v)  | 11e       | 1:18.36,2 (+11.46,5) (20.17,8 / 19.35,4 / 19.43,2 / 18.59,8) |

### Rodelen
| Olympiër       | Discipline | Resultaat | Prestatie                                              |
| -------------- | ---------- | --------- | ------------------------------------------------------ |
| Mike Howard    | mannen     | 26e       | 3.17,163 (+12,905) (50,415 / 50,090 / 48,343 / 48,315) |
| André Usborne  | mannen     | 27e       | 3.17,639 (+13,381) (49,901 / 49,853 / 49,447 / 48,438) |
| Chris Prentice | mannen     | 29e       | 3.19,774 (+15,516) (50,033 / 50,074 / 50,384 / 49,283) |
| Claire Sherred | vrouwen    | dnf       | opgave                                                 |

### Schaatsen
| Olympiër     | Discipline | Resultaat | Prestatie        |
| ------------ | ---------- | --------- | ---------------- |
| Bryan Carbis | 1500 m (m) | 39e       | 2.13,25 (+14,89) |
| Bryan Carbis | 5000 m (m) | 41e       | 8.01,44 (+49,16) |

Andorra · Argentinië · Australië · België · Bolivia · Bondsrepubliek Duitsland · Britse Maagdeneilanden · Bulgarije · Canada · Chili · China · Chinees Taipei · Costa Rica · Cyprus · Duitse Democratische Republiek · Egypte · Finland · Frankrijk · Griekenland · Groot-Brittannië · Hongarije · IJsland · Italië · Japan · Joegoslavië · Libanon · Liechtenstein · Marokko · Mexico · Monaco · Mongolië · Nederland · Nieuw-Zeeland · Noord-Korea · Noorwegen · Oostenrijk · Polen · Puerto Rico · Roemenië · San Marino · Senegal · Sovjet-Unie · Spanje · Tsjecho-Slowakije · Turkije · Verenigde Staten · Zuid-Korea · Zweden · Zwitserland